# Nokia 3210

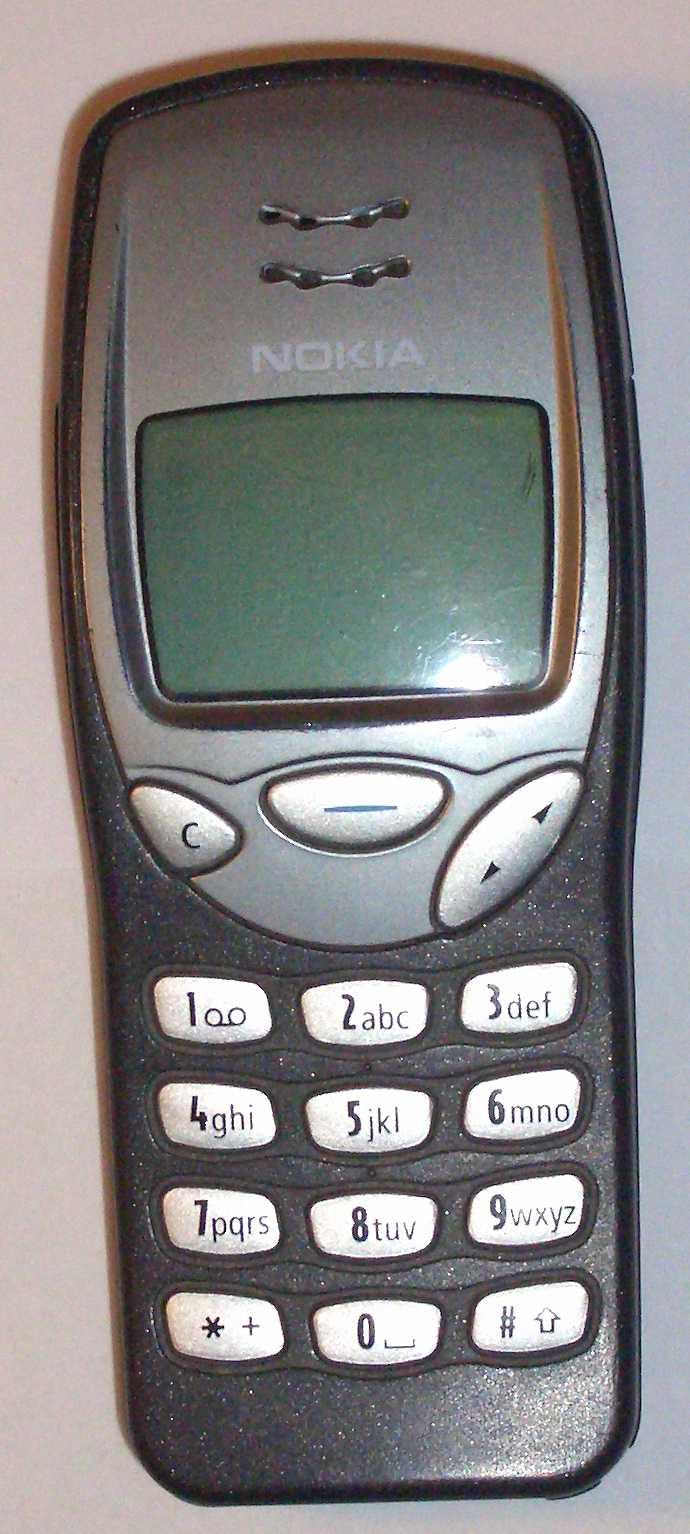
Nokia 3210

Nokia 3210 je mobilní telefon firmy Nokia představený v březnu roku 1999. Byl koncipován jako nástupce staršího modelu 3110, oproti kterému přinesl spoustu funkčních vylepšení, nahrazoval ale i model 5110. Nejvýznamnější změnou byla podpora GSM pásma o frekvenci 1800 MHz. Kromě toho také mnohem atraktivnější vzhled. Jedná se o telefon se základní funkční výbavou pro široké skupiny obyvatelstva, který se také velmi rozšířil, ne ale tolik, jako model 5110. Byl to první telefon značky Nokia s integrovanou anténou. V české anketě Mobil roku 1999 obsadil druhé místo v kategorii low-end.

## Fyzické parametry
Telefon má fyzické rozměry 124 × 50 × 23 mm a jeho hmotnost bez SIM karty se standardní baterií je 154 g. Jedná se o telefon klasické konstrukce. Disponuje předními výměnnými kryty Nokia Xpress-on.

## Displej
Jedná se o monochromatický grafický displej. Má tvar obdélníku a jeho rozměry jsou 33x19 mm. Rozlišení displeje je 84x48 bodů. Při čtení či psaní SMS zobrazí čtyři řádky. Je podsvícen zelenožlutými diodami. 

## Baterie
Baterie telefonu má vysokou kapacitu 1250 mAh a je typu NiMH. Udávaná doba pohotovostního režimu je 260 h. Maximální udávaná doba hovoru je 150 minut. Zvláštností je nominální napětí baterie, které činí pouhých 2,4 V (uvnitř 2× NiMH článek á 1,2 V). Jiné telefony totiž používají běžně akumulátor 3,6 V, což jim umožňuje alternativní použití technologie Li-Ion nebo Li-Pol.

## Funkční výbava
Telefon byl v době svého uvedení koncipován jako telefon nižší třídy pro široké rozšíření, tomu odpovídá i výbava, která je pouze základní. Telefon nedisponuje žádnou pamětí, a to jak pro SMS, tak pro telefonní čísla. Je tak nutno využít paměti SIM karty. Podporuje SMS pouze ve standardní délce 160 znaků a umožňuje psaní textu s využitím prediktivního slovníku T9. Jako první Nokia ale přinesla obrázkové zprávy standardu SmartMessaging. Dále jsou tu již jen běžné doplňkové funkce jako podpora času a data, budík či vestavěný jednoduchý kalkulátor. Stejně jako u modelu 5110 zde jsou vestavěny 3 hry. Praktickou funkcí jsou Profily, které mění chování telefonu v závislosti na vnějším prostředí.
Pro některé zahraniční trhy byl telefon standardně dodáván s tehdy moderní funkcí vibračního vyzvánění. Vibračním motorkem je možné telefon poměrně jednoduše dovybavit a příslušnou funkci dodatečně aktivovat.

## Současnost
V současnosti je již telefon velmi zastaralý a v populaci se objevuje pouze výjimečně. Stává se proto pomalu předmět sběratelů mobilních telefonů.